# Ataques na Nova Escócia em 2020
Um atentado composto por tiroteios e incêndios criminosos ocorreu na província canadense de Nova Escócia, entre 18 e 19 de abril de 2020. Um homem identificado como Gabriel Wortman, de 51 anos, matou pelo menos 23 pessoas, incluindo um agente da Polícia Montada Real do Canadá (RCMP), antes de ter sido abatido por outro agente após uma perseguição de carro. É o ataque mais mortal do gênero na história do Canadá.
A polícia foi criticada por não usar o Alert Ready para alertar o público sobre os ataques, além de não responder a denúncias sobre o comportamento de Wortman e atos de violência doméstica feitos anteriormente. Uma investigação sobre a resposta da polícia ao tumulto, incluindo a decisão de não usar o Alert Ready, está em andamento.

## Assassinatos
Na noite de 18 de abril, a polícia respondeu a várias ligações 9-1-1 sobre um incidente relacionado a armas na pequena comunidade de Portapique, 130 quilômetros (81 mi) a norte de Halifax. Eles encontraram vários mortos e feridos dentro e fora de uma casa, mas não o suspeito.
A investigação durante a noite levou a polícia a muitas cenas de crime espalhadas por pelo menos 50 km. Por volta das 8 horas da manhã de 19 de abril, a polícia anunciou no Twitter que estava lidando com uma situação de atirador ativo. Os residentes foram aconselhados pelo RCMP a ficarem dentro de casa, enquanto uma parte da cidade foi evacuada. Três prédios e dois carros foram queimados, o que exigiu uma resposta dos bombeiros.
Gabriel Wortman foi identificado como o atirador às 8h54. Ocorreu uma perseguição e, cerca de duas horas depois, a população foi avisada de que ele poderia estar se passando por um oficial da RCMP e operar um veículo feito para parecer uma viatura da RCMP, e que ele estava viajando na Estrada 4 perto de Glenholme. Os moradores foram orientados a evitar a área. A polícia twittou ao público para ligar imediatamente para o 9-1-1 se avistassem o veículo. Outra hora depois, eles disseram que ele havia mudado para um veículo utilitário esportivo prateado Chevrolet Tracker.
Wortman foi visto em Debert, Brookfield e Milford. Quase doze horas depois que a polícia recebeu a denúncia de armas de fogo, Wortman foi morto pela polícia em frente a um restaurante de posto de gasolina na Grande Parada de Irving Oil em Enfield, cerca de 92 quilômetros (57 mi)   ao sul de Portapique e cerca de 40 quilômetros (25 mi) ao norte de Halifax.

## Autor
O atirador foi identificado como Gabriel Wortman, 51 anos, protésico dentário que trabalhava na área de Halifax. Ele possuía imóveis em Portapique e Dartmouth.

## Vítimas
Inicialmente, 10 pessoas foram dadas como mortas, porém o número logo aumentou para 23, incluindo o atirador. Uma delas uma oficial veterana de 23 anos do RCMP, a agente policial Heidi Stevenson. Um segundo agente do RCMP ficou ferido e está em condições estáveis. Segundo a Comissária Brenda Lucki, algumas das primeiras vítimas tiveram conexões com Wortman, mas, como os assassinatos continuaram, os alvos se tornaram mais aleatórios. Acredita-se que as vítimas tenham morrido por ferimentos a bala, mas outras causas também estão sendo investigadas.

## Reações
O primeiro-ministro da Nova Escócia, Stephen McNeil, disse à imprensa "Este é um dos atos de violência mais insensatos da história da nossa província". McNeil expressou condolências aos moradores afetados e às famílias das vítimas. O primeiro-ministro Justin Trudeau também expressou suas condolências.